# Dimensionsbetrachtung
Die Dimensionsbetrachtung oder Dimensionsprobe ist eine Trivial-Methode zur Prüfung, ob eine Gleichung mit physikalischen Größen richtig sein kann. Die Dimensionen der Ausdrücke auf beiden Seiten der Gleichung müssen übereinstimmen. Die dimensionsmäßige Korrektheit ist eine notwendige Bedingung für physikalische Korrektheit. Sie ist aber keine hinreichende Bedingung, dass die Gleichung insgesamt inhaltlich und hinsichtlich der Zahlenwerte zutrifft.

## Regeln
- Eine Gleichung kann nur dann einen physikalischen Zusammenhang ausdrücken, wenn ihre beiden Seiten von derselben Dimension sind.
- In Summen und Differenzen müssen alle Terme von derselben Dimension sein.
- In Produkten und Quotienten können Terme von verschiedenen Dimensionen miteinander verknüpft sein.
- Transzendente Funktionen wie {\displaystyle y=\log(x)}, {\displaystyle y=\exp(x)} oder {\displaystyle y=\sin(x)} sind nur für ein Argument {\displaystyle x} definiert, das eine Größe der Dimension Zahl ist. Das Ergebnis {\displaystyle y} hat ebenfalls die Dimension Zahl.

## Beispiele

### Ermitteln der Dimension eines Proportionalitätsfaktors
Als Beispiel soll die Gleichung für die Massenanziehungskraft der Massen m und M dienen, die sich im Abstand r befinden. Für den Betrag der Kraft lautet sie
{\displaystyle F(r)={\frac {GMm}{r^{2}}}.}
Gesucht sei die Dimension der Gravitationskonstanten G. Auflösen der Gleichung nach G ergibt
{\displaystyle G=F\cdot {\frac {r^{2}}{Mm}}.}
Wenn man von allen Größen der rechten Seite die Dimension kennt, ergibt sich die Dimension der linken Seite mit den Dimensionszeichen des internationalen Größensystems:
{\displaystyle \dim G=\dim F\cdot {\frac {(\dim r)^{2}}{\dim M\,\dim m}}={\mathsf {M\,L\,T^{-2}\cdot {\frac {L^{2}}{M^{2}}}=L^{3}\,M^{-1}\,T^{-2}}}}
Auch der entgegengesetzte Weg ist möglich: Man erkennt einen Unterschied zwischen der Dimension der linken und rechten Gleichungsseite, bestimmt die Dimension des offensichtlich fehlenden Faktors und kann dann manchmal schon daraus vermuten, welche Größe noch fehlt.

### Buckinghamsches Π-Theorem
Unter der Annahme, dass ein Proportionalitätsfaktor Π (großes Pi) die Dimension Zahl hat, lässt sich mit Hilfe des Buckinghamschen Π-Theorems herleiten, welcher Zusammenhang in einer Formel zwischen den verwendeten Größen bestehen muss. Ist zum Beispiel bekannt, dass die Masse einer homogenen Kugel nur von der Dichte und vom Kugelradius abhängt, dann lässt sich die Formel wie folgt ermitteln:
{\displaystyle \Pi =m\cdot r^{x_{1}}\cdot \rho ^{x_{2}},}
wobei {\displaystyle \Pi } eine Konstante der Dimension Zahl ist, {\displaystyle m} die Masse der Kugel, {\displaystyle r} der Radius und {\displaystyle \rho } die Dichte. Als Dimensionengleichung mit der Dimension {\displaystyle {\mathsf {M}}} für Masse und {\displaystyle {\mathsf {L}}} für Länge, also mit {\displaystyle \dim \Pi =1,\ \dim m={\mathsf {M}},\ \dim r={\mathsf {L}},\ \dim \rho ={\mathsf {M\;L^{-3}}},} muss gelten:
{\displaystyle 1={\mathsf {M\cdot L}}^{x_{1}}\cdot {\mathsf {(M\;L^{-3}}})^{x_{2}}}
Daraus folgt
- für die Exponenten von {\displaystyle {\mathsf {M}}} : {\displaystyle 0=1+x_{2}}
- für die Exponenten von {\displaystyle {\mathsf {L}}} :  {\displaystyle 0=x_{1}-3\,x_{2}}

Die Lösung dieser beiden Gleichungen ergibt: {\displaystyle x_{1}=-3} und {\displaystyle x_{2}=-1}. Das bedeutet:
{\displaystyle \Pi =m\cdot r^{-3}\cdot \rho ^{-1}}
und nach {\displaystyle m} aufgelöst:
{\displaystyle m=\mathrm {const} \cdot r^{3}\cdot \rho }
Der Wert der Konstanten ({\displaystyle {\tfrac {4}{3}}\,\pi }) lässt sich mit diesem Theorem nicht ermitteln. Ein Näherungswert könnte empirisch durch das Wiegen einer beliebigen Kugel mit bekannter Dichte und bekanntem Radius ermittelt werden.

### Argument einer transzendenten Funktion
Bei der Entladung eines Kondensators über einen Widerstand verläuft die Spannung {\displaystyle U} als abklingende Exponentialfunktion, die Zeit {\displaystyle t} steht im Exponenten:
{\displaystyle U=U_{0}\cdot \mathrm {e} ^{-at}}
Die Dimension des Faktors {\displaystyle a} muss demnach die einer inversen Zeit sein, damit das Produkt {\displaystyle at} die Dimension Zahl annimmt. Da neben dem Kondensator mit seiner Kapazität {\displaystyle C} auch noch der Widerstand {\displaystyle R} beteiligt ist, kann man bereits vermuten, dass der Proportionalitätsfaktor {\displaystyle a} mathematisch aus diesen Größen gebildet wird. Die Dimension des Produktes von Kapazität und Widerstand hat die Dimension Zeit. Daher liegt es nahe, dass {\displaystyle a} sich wie folgt auf die gegebenen Größen zurückführen lässt:
{\displaystyle U=U_{0}\cdot \mathrm {e} ^{-{\frac {t}{RC}}}}